# Laddautomat
Laddautomat är en mekanism för att ladda en kanon utan att vara en integrerad del av densamma.
Vanligt förekommande till grovt (tungt) fartygsartilleri där projektilvikter på uppåt ett ton omöjliggör manuell laddning och i stridsvagnar där frånvaron av laddarens plats gör att totalvolymen kan hållas nere.

Animation av laddningscykeln för en tung fartygspjäs i ett kanontorn.